# NGC 476
NGC 476 é uma galáxia lenticular (S0) localizada na direcção da constelação de Pisces. Possui uma declinação de +16° 01' 14" e uma ascensão recta de 1 horas, 20 minutos e 19,8 segundos.
A galáxia NGC 476 foi descoberta em 3 de Novembro de 1864 por Albert Marth.